# 塔利-费舍尔关系

螺旋星系和透鏡星系的塔利-費舍爾關係。

塔利-費舍爾關係（Tully-Fisher relation）是天文學家R·布伦特·塔利和J·理查德·费希尔在1977年發表的，是天文學中螺旋星系的速度寬度 (自轉曲線的振幅) 和本質光度 (正比於恆星質量) 之間的關聯性經驗公式。發光度是星系在單位時間發出的光能量；當星系的距離已知時，它可以從星系的表面光度測量得到。速度寬度的測量是透過都卜勒效應的譜線寬度或位移。
光度和速度寬度之間的定量關係是測量光度的波長函數，但是粗略的說，光度與速度的四次方成正比。
這種關係直接聯繫到觀測到的速度寬度 (相對而言較容易) 取代了難以觀測的本質光度。因為光度 (容易觀察到) 與視亮度的關係和距離 (平方) 相關，所以塔利-費舍爾關係可以用來測量距離，或是，在天文學的說法是可以當成"輔助的 標準燭光"。
在星系內部的恆星動力來自於重力。由於這個理由，星系自轉曲線的幅度與星系的質量相關聯；塔利-費舍爾關係是直接觀測到的星系的恆星質量 (這設定了光度) 和總重力質量 (設定了自轉曲線的幅度)的密切關係。
這關係是使用主要的標準燭光測量和校準。
用於測量螺旋星系的距離：
- 測量自轉曲線的紅移和藍移
- 計算恆星環繞星系核心的速度
- 計算作用在恆星上的重力
- 由於星系的質量90%都是暗物質，因此將質量成上10倍
- 查找亮度和將它與視星等結合，最後得到距離。

這個關係不適用於沒有明顯自轉現象的橢圓星系，但是，還是有相似的方法存在著，像是法貝爾-杰克遜關係和基本平面。
對這些經驗關係的一種潛在性的解釋存在於所謂的修正牛頓力學，或MOND理論。

### 举例
L(0.8μm)≈4*10^10L(Sun,0.8μm)*(V_max/200(km/s))^4
V_max是星系的最大旋转速度（通常指边缘的），记得除以sinθ倾角。 0.8μm是波长。

## 外部連結
- Stephens, Tim. . UC Santa Cruz. March 6, 2007  [2006-05-24]. （原始内容存档于2007年3月11日）.